# Musculus abductor hallucis
De  musculus abductor hallucis of groteteenabductor is een skeletspier in de voetzool die de grote teen (hallex) naar buiten beweegt - van de andere tenen af.
De antagonist is de musculus adductor hallucis.